# Pram Point Bay
Die Pram Point Bay ist eine kleine Bucht der antarktischen Ross-Insel. Sie liegt am Pram Point im Südosten der Hut-Point-Halbinsel.
Teilnehmer der Terra-Nova-Expedition (1910–1913) unter der Leitung des britischen Polarforschers Robert Falcon Scott benannten sie in Anlehnung an die Benennung der gleichnamigen Landspitze.